# Maurício Dumbo
Mauricio Tchopi Dumbo (Benguela, 25 de dezembro de 1989) é um advogado e futebolista paralímpico angolano naturalizado brasileiro. 
Atualmente, joga na seleção brasileira de futebol de 5, exclusiva a deficientes visuais, na qual representou seu país nos Jogos Olímpicos de Verão de 2016, no Rio de Janeiro.